# Dysmilichia sutchanica
Dysmilichia sutchanica är en fjärilsart som beskrevs av Nikolai Nikolaievich Filipjev 1927. Dysmilichia sutchanica ingår i släktet Dysmilichia och familjen nattflyn. Inga underarter finns listade i Catalogue of Life.